# جيف هاو
جيف هاو (بالإنجليزية: Jeff Howe)‏ هو سياسي أمريكي، ولد في 15 يونيو 1959. حزبياً، نشط في الحزب الجمهوري لمينيسوتا ‏. وقد انتخب عضو مجلس ولاية مينيسوتا (11 ديسمبر 2018 – ) وانتخب عضو مجلس نواب مينيسوتا (8 يناير 2013 – 10 ديسمبر 2018).